# Vall d'Àssua
La vall d'Àssua és una vall de la comarca del Pallars Sobirà, al Pirineu català, en els termes municipals de Rialb i de Sort.
Limita a l'oest amb la Vall Fosca, al nord, amb el Parc Nacional d'Aigüestortes i Estany de Sant Maurici, i al sud i a l'est, amb la vall de la Noguera Pallaresa. El punt més baix és la vila de Rialb, a 700 m d'altitud, arran del Noguera Pallaresa, i el més alt, el pic de la Mainera, amb 2.906 m. El clima de la vall és mediterrani de muntanya i, a partir dels 1.500 m, alpí. Això vol dir sec i assolellat a l'estiu, amb les típiques tempestes de tarda, i fred i nivós a l'hivern. La tardor i la primavera acostumen a ser plujoses.
La configuren tot de torrents que són la capçalera del que s'anomena en el seu tram més baix torrent de Sant Antoni, format per la unió del barranc de Pamano i del riu de Berasti, que formen el sector occidental i nord-occidental de la Vall d'Àssua.
El Barranc de Pamano o d'Altron, pel seu costat, es forma per l'aplec de tot de barrancs i torrents de muntanya: Barranc dels Rellos (amb el dels Bodoluixos a la capçalera) i Barranc del Pamano (que rep el Barranc de Tiesso, el de Rions, el d'Escrita, el del Solanet, el de la Borda de Guisarda, el del Triador, el de la Font des Vistes, el de la Solaneta des Guineus, el del Collet, el del Bonyente, el de Comanaire, el del Clot, el dels Pacs, el de la Provanta, el de Fiteri, el de Llentenui, el des Solanes de Basi, el del Salto i el de Font Cardeta, entre els principals).
D'altra banda, el Riu de Sall es forma per la unió del riu de Berasti, que ve del nord-oest, i el riu de Caregue, que ho fa des del nord-est. El Rialbo reuneix tot de torrents que baixa dels vessants oriental del Montsent de Pallars i de l'antic circ glacial, ara vall fluvial, que té al seu nord-est, amb el Pic de la Mainera com a més significatiu, que aflueixen en el riu de Berasti. El riu de Caregue reuneix els que provenen dels vessants sud-orientals del Bony de les Picardes i dels meridionals del Cap de Campmaior.

## Territori
Els pobles que la configuren són: Altron, Sorre, Saurí, Bernui i Llessui, pertanyents al terme municipal de Sort, i Escàs, Caregue, Surp, Rodés i Rialb, pertanyents al de Rialb.